# Arisemus pigmentatus
Arisemus pigmentatus és una espècie d'insecte dípter pertanyent a la família dels psicòdids. Es troba a Sud-amèrica: el Perú.